# Czynnik D

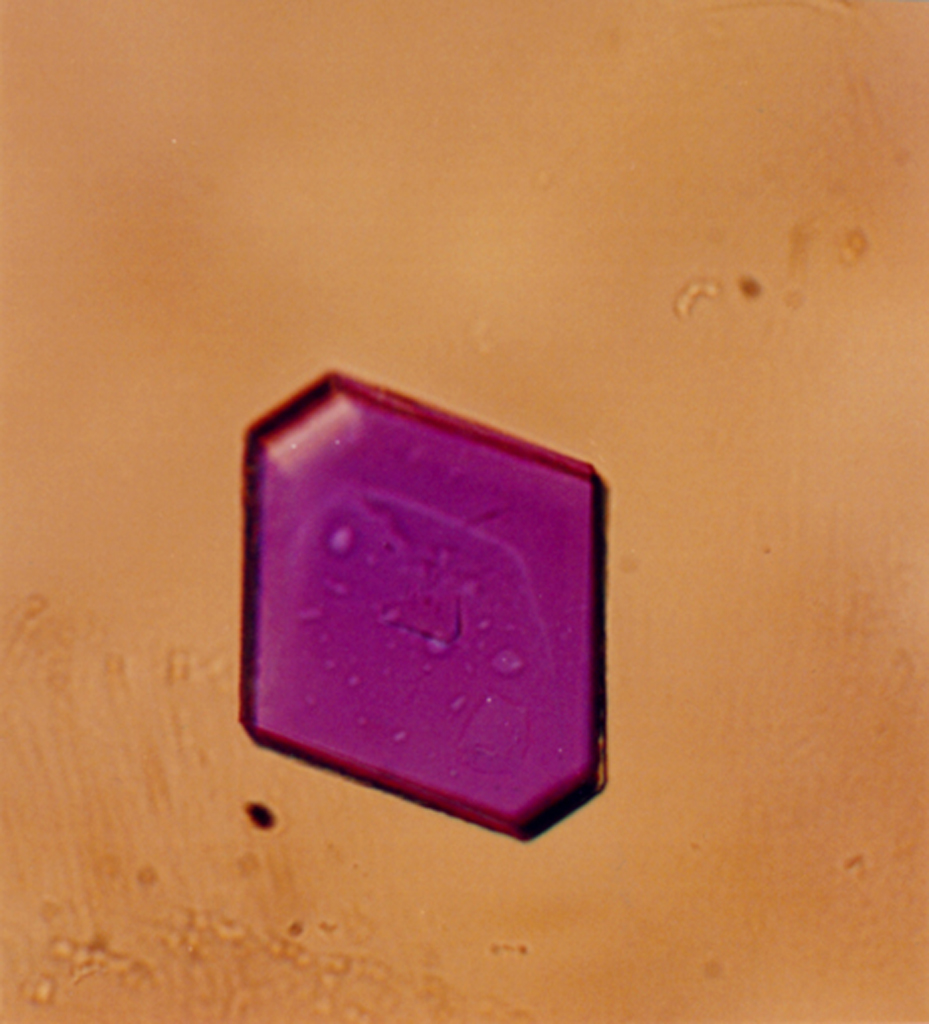
Kryształ czynnika D

Czynnik D (ang. Factor D) – enzym (proteaza serynowa, EC 3.4.21.46) biorący udział w alternatywnej drodze aktywacji dopełniacza. Wywołuje rozbicie czynnika B na dwie składowe Ba i Bb.
Pobudzona forma składnika C3 może w obecności jonów magnezu dołączać czynnik B, który rozbijany na dwie składowe (przez czynnik D). Składowa Ba wydzielana jest od środowiska, a składowa Bb wraz z pobudzoną formą C3 stanowi rozpuszczalną konwertazę C3 drogi alternatywnej.